# Пинелли, Джан Винченцо
Джан Винченцо Пинелли (итал. Gian Vincenzo Pinelli, 1535—1601) — итальянский гуманист, известный как учёный и наставник Галилея, находившийся благодаря своему кругу общения и переписки в центре европейского сообщества virtuosi. В число его друзей и корреспондентов входили Тассо, Бароний и Мануцио, святой Карло Борромео и его кузен кардинал Федерико Борромео и многие другие известные учёные того времени. Он также был известен как ботаник, библиофил и собиратель научных приборов.

## Биография
Происходящий из знатной неаполитанской семьи генуэзского происхождения, он окончил Падуанский университет и остался в Падуе до конца своих дней.
Одинокий и замкнутый по природе, терпеть не могущий путешествовать, страдающий от желчных камней, он нашёл утешение в библиотеке, которую собирал более пятидесяти лет. Его огромная библиотека в XVI веке была, вероятно, крупнейшей в Италии, насчитывая к моменту его смерти примерно 8,500 печатных изданий, и около 700 манускриптов, включая 270 греческих. Его коллекция включала, в частности, иллюминированную рукопись Илиады V века. Находившемуся в момент смерти Пинелли в его доме французу Никола де Пейреску пришлось задержаться на несколько месяцев, изучая библиотеку покойного и делая выписки из его каталогов. Его коллекция рукописей, купленная в 1608 году для Амброзианской библиотеки занимала 70 шкафов.
Пинелли переписал и сделал примечания к «Трактату о живописи» Леонардо да Винчи в т. н. Codex Pinellianus ок. 1585 года, который стал основой издания 1681 года.
Другим его увлечением была оптика, которой он занимался несмотря на полученную в детстве травму, из-за которой он утратил способность видеть одним глазом и был вынужден пользоваться зелёными очками. Интерес Пинелли к этой новой науке оказался полезен для Галилея, который в 1590-х годах имел возможность читать неопубликованные рукописи, записи лекций и черновики статей итальянских учёных.
Кроме латинских и греческих рукописей, коллекция Пинелли включала оригинальный арабский манускрипт Льва Африканского, с которого была переведена его книга «Описание Африки».
Пинелли собирал научные инструменты и получил музыкальное образование от великого мадригалиста Филиппа де Монте, с которым он впоследствии переписывался.
В области ботаники он собирал травы в свой сад и переписывался с отцом итальянской ботаники Лукой Гини, пионером техники высушивания и прессования растительного материала для гербария, чьи бумаги он разобрал после смерти Джини, что вызвало возмущение научных наследников ботаника, таких как Пьетро Маттиоли и Улисса Альдрованди.
Обширная переписка Пинелли с французским гуманистом и библиофилом Клодом Дюпюи опубликована в 2001 году.

## В памяти
Паоло Гуальдо, секретарь Пинелли, опубликовал в 1607 году его биографию.
В честь Пинелли названы:
- Улица в Падуе итал. via Vincenzo Pinelli;
- Род цветковых растений Pinellia[англ.] (семейство Ароидные).